# Göschenhaus Grimma

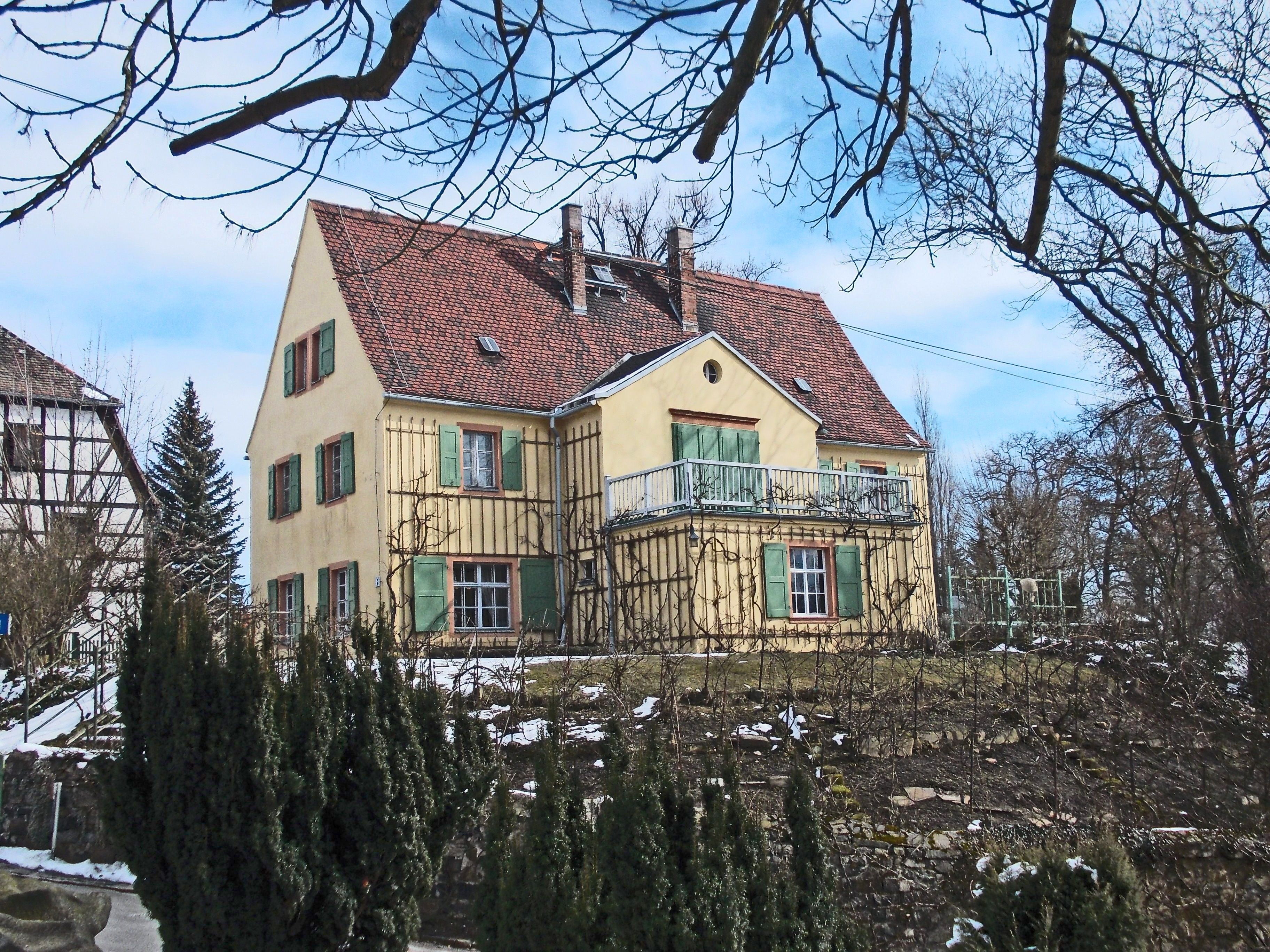
Göschenhaus in Grimma-Hohnstädt

Das Göschenhaus Grimma bzw. das Museum Göschenhaus im grimmaischen Stadtteil Hohnstädt war das Wohnhaus des Verlegers und Buchhändlers Georg Joachim Göschen. Es befindet sich in der Schillerstraße 25 in 04668 Grimma-Hohnstädt.

## Geschichte
Göschen kaufte es 1795 – zusammen mit dem daneben befindlichen Gut – dem Pferdezüchter Wehnert ab. Das Gut besteht aus einem Dreiseitenhof mit einer Scheune, die heute zu Gastronomie oder Veranstaltungen genutzt wird. Die Gebäude des Gutes außer dem Wohnhaus sind in Fachwerk errichtet worden. Diese sind wie heute schon zu Göschen's Zeiten als eine Art Herberge genutzt worden für seine Gäste. Heute dient sie als Pension.
Im Haus befindet sich zugleich eine Gedenkstätte für Göschens Korrektor Johann Gottfried Seume, der von Grimma aus seinen berühmten Spaziergang nach Syrakus unternahm. Göschen verlegte die Goethe-Gesamtausgabe, mit der allerdings Goethe unzufrieden war. Besser erging es Göschen mit Christoph Martin Wieland und Friedrich Schiller. Seume korrigierte die Gesamtausgabe Klopstocks. In inhaltlichem Zusammenhang mit dem Göschenhaus befindet sich das Seume-Haus auf dem Grimmaer Marktplatz, in dem sich die Druckerei und eigentliche verlegerische Wirkungsstätte befand. An Schiller erinnert zudem eine Gedenktafel neben dem Eingang. Christian Gottfried Körner war ebenfalls hier. Körner war auch Göschens Geschäftspartner in dessen Leipziger Verlag. Schiller hatte aus Geldnot seinen Kallias bei Göschens ärgstem Konkurrenten Johann Friedrich Cotta verlegen lassen. Das bedeutete gewiss eine Trübung des Verhältnisses Göschens zu Schiller in den Jahren 1794 bis 1798, ohne allerdings zum Abbruch zu führen. Auch Theodor Körner gehörte zu Göschens Geschäftspartnern.
Dass dieser Ort als Gedenkstätte die Wirkung entfaltet, mit der sie sich dem heutigen Betrachter darbietet, ist in hohem Grade dem Engagement und der Sammeltätigkeit von Renate Sturm-Francke zu verdanken. Renate Sturm-Francke erwarb 1934 das Göschenhaus, welches zuvor von Nachfahren der Familie Göschen bewohnt wurde. Mit ihren Sammelstücken gründete sie 1950
die Heimatstube Hohnstädt, die sie ab 1954 in ihrem Göschenhaus etablierte und die sich zunehmend Johann Gottfried Seume zuwandte. Um das Museum über ihren Tod hinaus zu erhalten, schenkte sie 1967 das Göschenhauses den Nationalen Forschungs- und Gedenkstätten der klassischen deutschen Literatur in Weimar. 1979 übernahm das Stadtgeschichtliche Museum Leipzig das Göschenhaus als Außenstelle. Seit 1995 gehört das Göschenhaus der Stadt Grimma. Das Museum ist das einzige Verlegermuseum Deutschlands.
Von Seume sind als authentisch anzusehende Stücke in der Sammlung dessen russischer Degen, dessen Spazierstock und eine Schnupftabaksdose mit seinem Porträt vorhanden.

## Museum

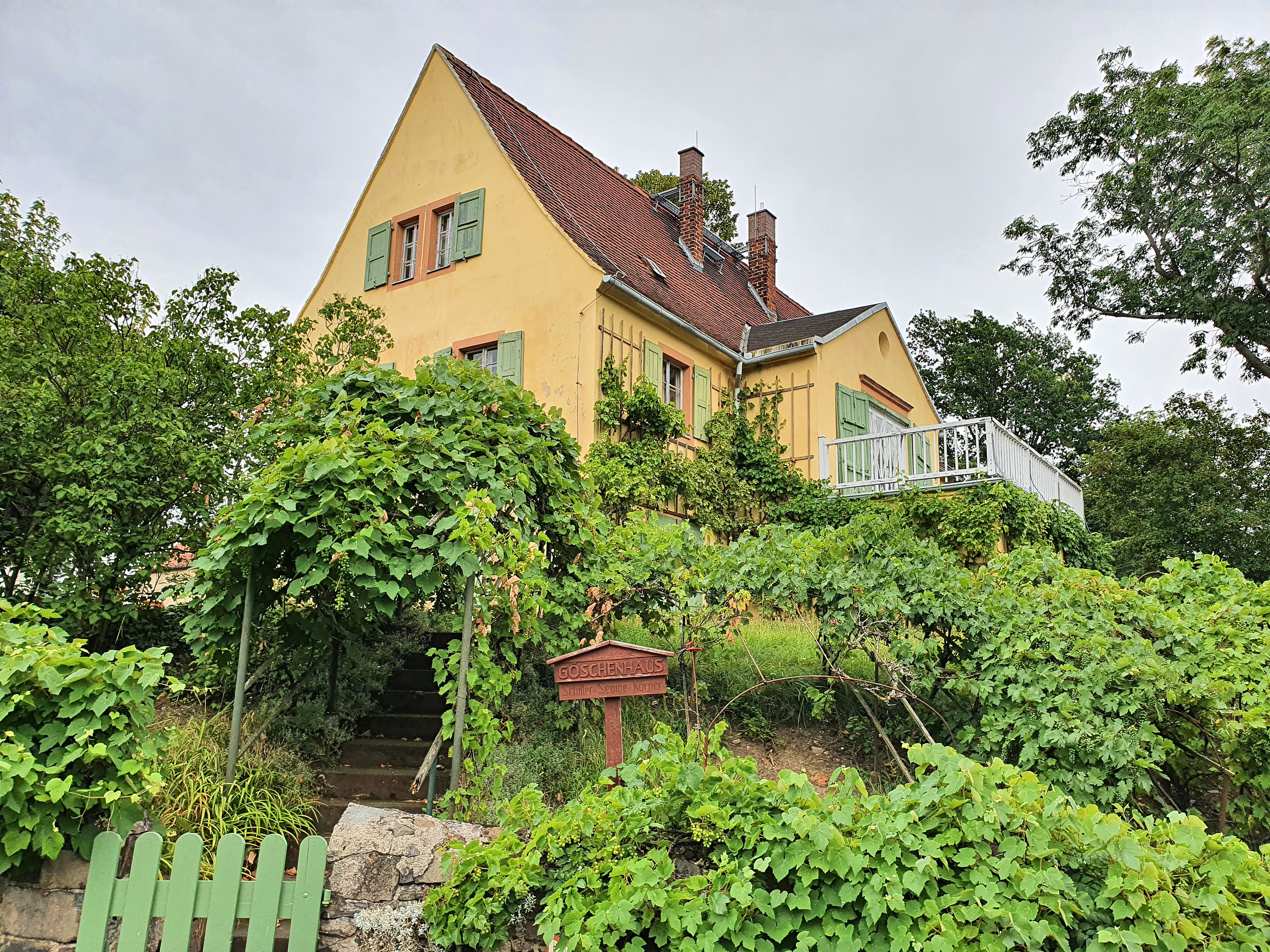
Göschenhaus Hohnstädt (Grimma)

Eingerichtet mit Möbeln des Klassizismus und des Biedermeier sind das Seumezimmer und das Biedermeierzimmer.
Das Seumezimmer befindet sich im sechseckigen Anbau des Göschenhauses, errichtet 1853. Im Biedermeierzimmer befindet sich eine kleine Bibliothek. Das Kaminzimmer mit der wertvollen Deckenbemalung, alten Möbeln und sonstigen Gegenständen, insbesondere des Zinngeschirrs, ist heute der beliebte Treffpunkt für die sog. K–K–K–Nachmittage: Kultur bei Kaffee und Kuchen, die noch auf Frau Sturm-Francke zurückgehen. Zudem dient es für Hochzeiten, Konzerte, Lesungen bzw. Tagungen. In einem Anbau an das Wohnhaus befindet sich eine kleine Sammlung von Küchenobjekten des 18. bis 20. Jahrhunderts sowie eine kleine Druckwerkstatt zur Erinnerung an die Druckertätigkeit Georg Joachim Göschens. Im Obergeschoss trifft man auf einen Vortragsraum mit großzügigem Balkon. In einem kleinen Anbau befindet sich die Göschenstube, eingerichtet mit einer kleinen Druckerei und Küchengerät.

## Garten

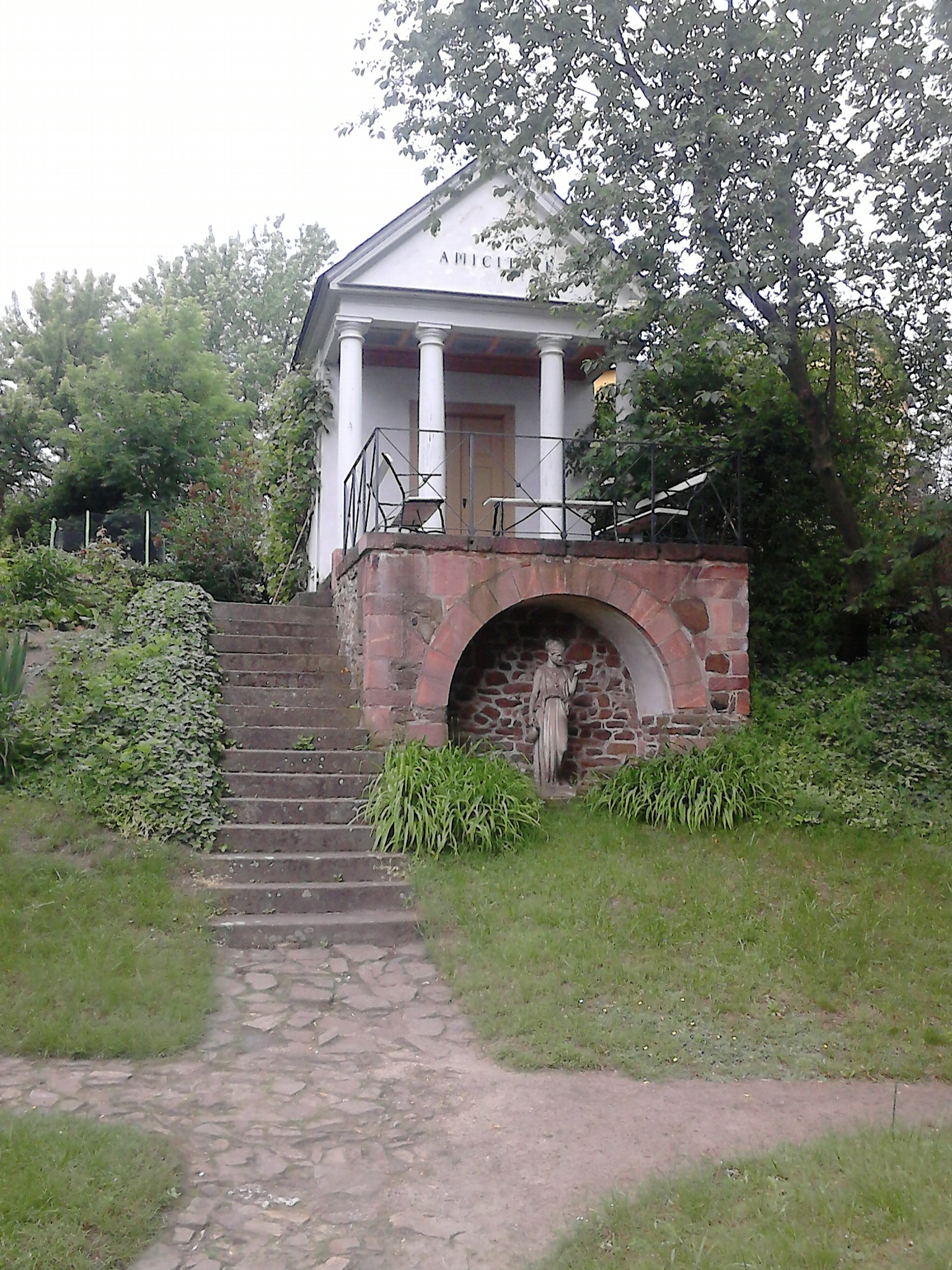
Freundschaftstempel im Garten des Göschenhaus
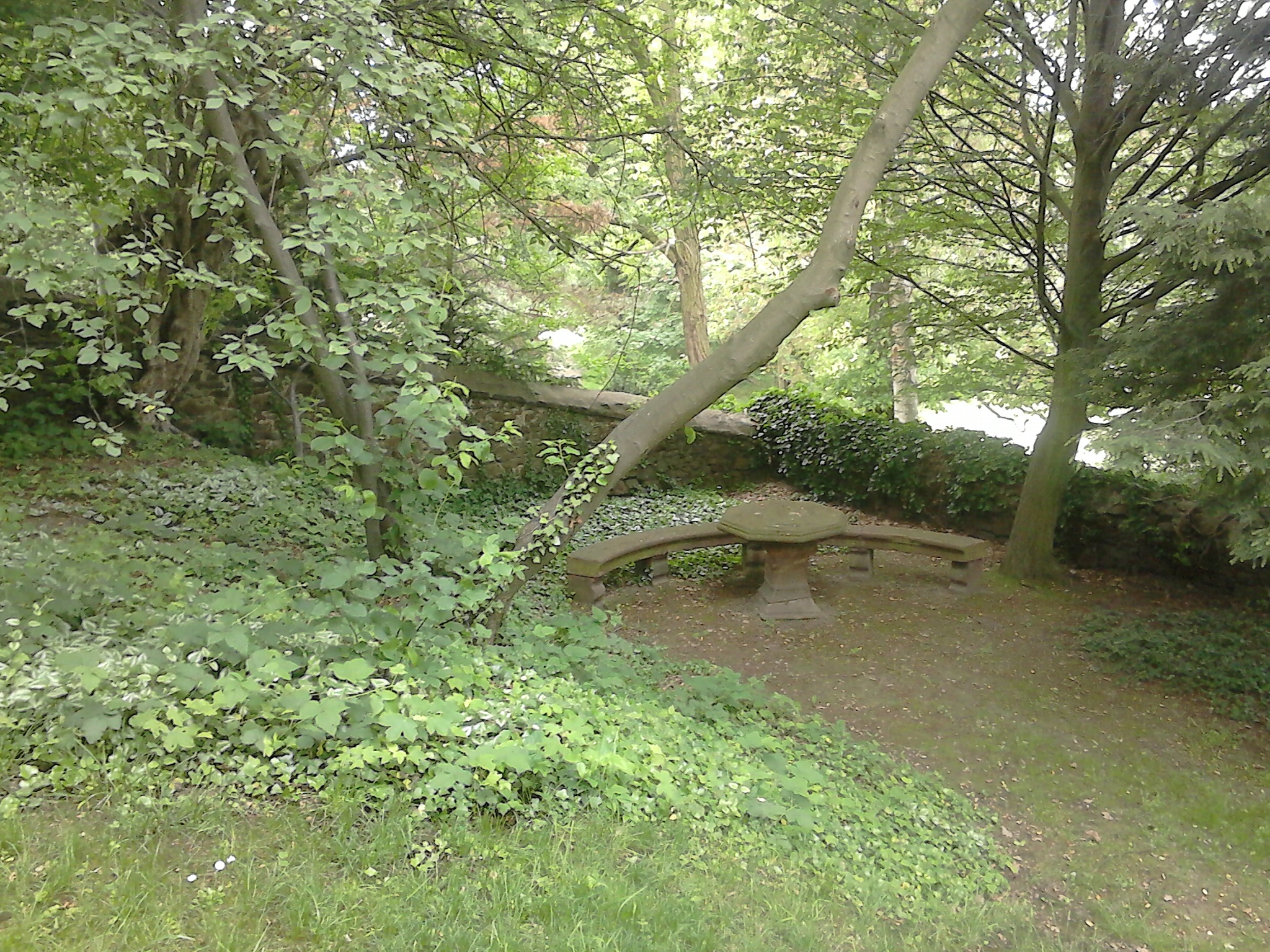
Porphyrtisch und Rundbank
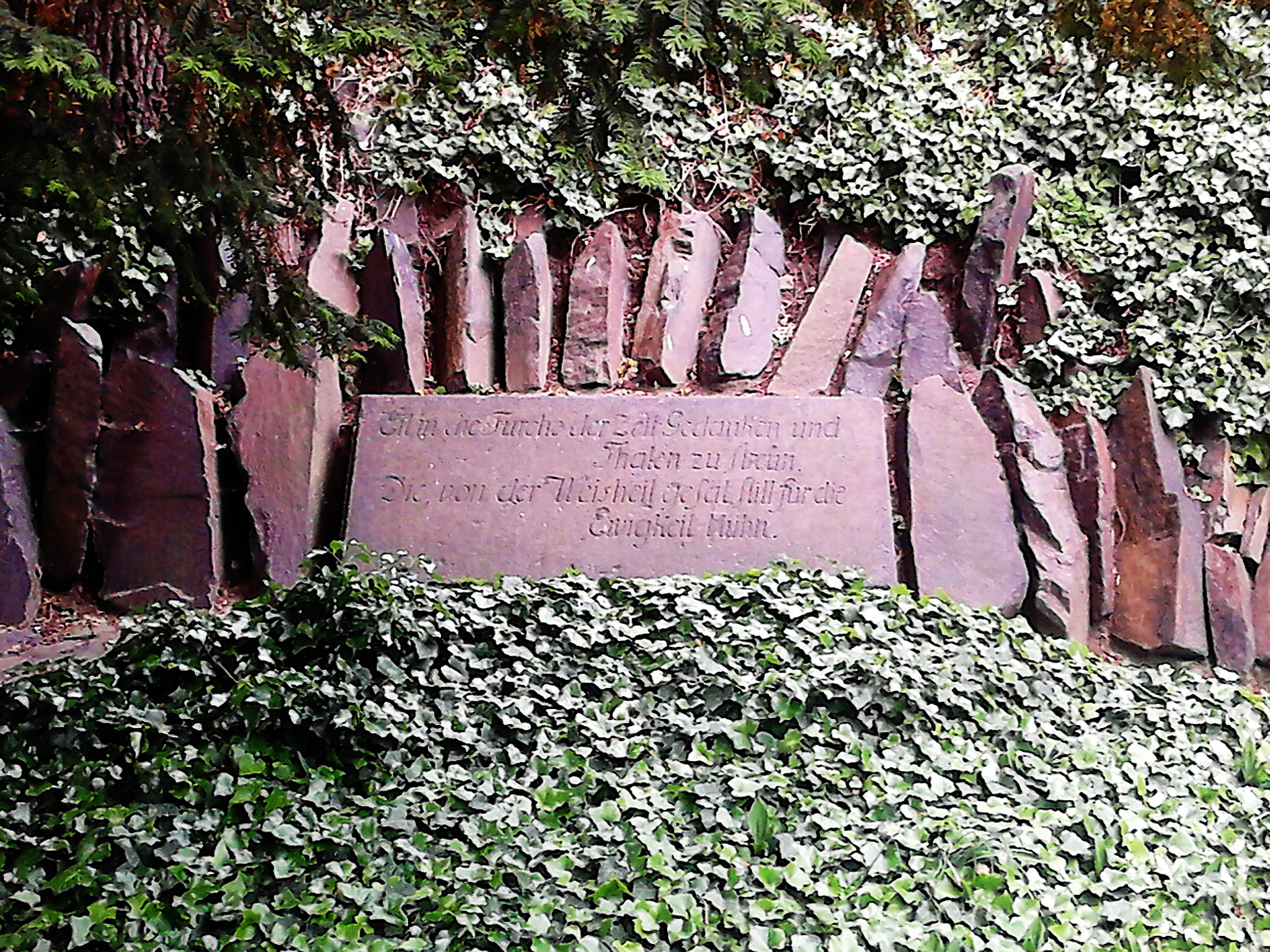
Steintafel mit Schiller-Vers

Zur Gedenkstätte gehört der Garten mit einer Gesamtfläche von ca. 4300 Quadratmetern. Es ist der einzige im klassizistischen Stil angelegte und erhaltene Privatgarten Sachsens. Angelegt ist er in englischem Stil.
In dem terrassenförmig angelegten Garten befinden sich u. a. eine kleine Theaterbühne, das Gartenhaus Amicitiae, der 1801 errichtete Freundschaftspavillon, in dem sich z. B. zwei Klinen, Porträts und Stühle bzw. kleine Tische von Göschen und Seume befinden. Unter dem tempelartigen Gartenhaus liegt ein grottenartiges Gewölbe, in dem sich die Hebe von Bertel Thorvaldsen befindet. Thorvaldsen hatte sie um 1820 nach einem von ihm 1816 selbst geschaffenen Original abgeformt. Thorvaldsen fertigte zwei Abgüsse davon an, von denen eben eine diese Hebe in Göschens Garten ist! Seume war beim Anblick der Hebe des Antonio Canova in Venedig wohl entzückt gewesen. Die Restaurierung des Armes der Hebe dieses Abgusses von Bertel Thorvaldsen erfolgte durch den Dresdner Bildhauer Hempel. Auf Betreiben von Renate Sturm-Francke, die die Hebe auf einem Weinberg bei Radebeul 1960 im beschädigten Zustande sah, kam diese schließlich durch einen hierbei hilfreichen Arzt im Campinganhänger nach Grimma. Dass Renate Sturm-Francke bei der Hebe von Thorvaldsen sich an die Begegnung des Dichters Seume an die des Canova erinnert fühlte, lässt sich kaum bezweifeln.
Außer kleinstatuarischen Objekten wie u. a. einem Löwen und dem kreisrunden Springbrunnen und einem Steintisch aus Porphyr mit auffällig starken Flickungen mit schmiedeeisernen Verankerungen mit Bank ist der kleine Laubengang mit Weinpflanzen und der Weinberg selbst hervorzuheben. Weiterhin gibt es einen großen Stein mit einem Vers von Schiller, welcher lautet: Eil, in die Furche der Zeit Gedanken und Thaten zu streu’n, Die, von der Weisheit gesät, still für die Ewigkeit blüh’n.
Hinter der Gartenmauer in Richtung zum Seumepark, zu dem der Garten in einer Blickbeziehung steht, befindet sich die Gärtnerei. Der Seumepark ist ein eigenständiger Bereich. Oft wird er fälschlicherweise damit gleichgesetzt!!!